# Последнее завтра
«Последнее завтра» (англ. Hurry Up Tomorrow) — американский музыкальный психологический триллер режиссёра Трея Эдварда Шульца, основанный на одноимённом шестом студийном альбоме певца The Weeknd, который написал сценарий вместе с Шульцем и Резой Фахимом. Главные роли в фильме исполнили The Weeknd, Дженна Ортега, Барри Кеоган и Габби Барретт. В США фильм вышел в прокат 16 мая 2025 года, в России — 29 мая.

## Сюжет
Музыкант, который страдает от бессонницы, знакомится с таинственной женщиной и отправляется с ней в путешествие, заставляющее его переосмыслить свою жизнь.

## В ролях
- Эйбел Тесфайе
- Дженна Ортега
- Барри Кеоган
- Габби Барретт — Изабелла
- Чарли Д’Амелио — танцовщица

## Производство
Трей Эдвард Шульц стал режиссёром и монтажёром фильма и выступил соавтором сценария вместе с Абелем «The Weeknd» Тесфайе и Резой Фахимом, а его история основана на одноимённом шестом студийном альбоме первого. Тесфайе и Фахим также выступили продюсерами фильма через компанию Manic Phase вместе с Кевином Туреном и Харрисоном Крайссом. Шульц, Дженна Ортега, Майкл Рапино, Райан Крофт, Вассим «Сал» Слейби и Харрисон Хаффман выступили исполнительными продюсерами. Чейз Ирвин стал оператором фильма, саундтрек к фильму написали сам The Weeknd и Дэниел Лопатин. Это был один из последних проектов, над которым работал Турен до своей смерти в ноябре 2023 года.
Тесфайе, Ортега, Барри Кеоган и Габби Барретт получили главные роли в фильме. Фильм станет актёрским дебютом Тесфайе, который до этого снялся в эпизодической роли в фильме «Неограненные драгоценности» (2019), а также сыграл главную роль в телесериале HBO «Идол» (2023). Хотя Ортега и Кеоган рассматривали несколько предложений после своих успешных проектов, они оба хотели, чтобы фильм стал их следующим проектом. Производство было разрешено после того, как они взяли на себя финансовые обязательства. Компания Live Nation Entertainment профинансировала фильм с бюджетом более 20 миллионов долларов.
Когда 28 февраля 2023 года Deadline Hollywood объявил о премьере фильма Hurry Up Tomorrow, основные съёмки уже начались.
Согласно расследованию, проведённому в июле 2024 года Ким Мастерс, главным редактором журнала The Hollywood Reporter, фильм Hurry Up Tomorrow находился на стадии постпроизводства в течение года и не мог привлечь потенциальных покупателей. Это стало причиной ухудшения давних отношений Турена с режиссёром Сэмом Левинсоном, который также работал над «Идолом», после того как Левинсон почувствовал себя «преданным» из-за того, что Турен был подключен к проекту без его ведома. Турен утверждает, что он рассказал жене Левинсона, Эшли Левинсон, о фильме Hurry Up Tomorrow, но она не проявила интереса и никогда не упоминала о проекте своему мужу. Несколько источников Мастерса утверждают, что Эшли отрицала, что знала что-либо о фильме.

## Премьера
В ноябре 2024 года компания Lionsgate объявила о приобретении прав на прокат фильма в мировом кинопрокате. В США фильм вышел в прокат 16 мая 2025 года, в России — 29 мая. Цифровой релиз картины состоялся 6 июня 2025 года.